# Cerkiew św. Mikołaja w Siedliskach
Cerkiew św. Mikołaja w Siedliskach – cerkiew greckokatolicka, znajdująca się w Siedliskach, zbudowana w 1901.
Po 1947 nieczynna kultowo. W 1992 i 2003 wpisana do rejestru zabytków wraz z drewnianą dzwonnicą.

## Opis
Najstarsza wzmianka o cerkwi w Siedliskach pochodzi z 1472. Obecną z 1901 ufundował książę Paweł Sapieha. To budowla na planie krzyża greckiego z centralną kopułą nad skrzyżowaniem naw.
Wewnątrz zachowały się fragmenty ikonostasu z XVII-XVIII w. pochodzące ze starszej cerkwi drewnianej z 1831. Obok świątyni stoi drewniana czworoboczna dzwonnica z 1830. W jej podmurówce tkwią skamieniałe pnie drzew. W otoczeniu cerkwi zachowało się kilka krzyży bruśnieńskich. 

## Galeria

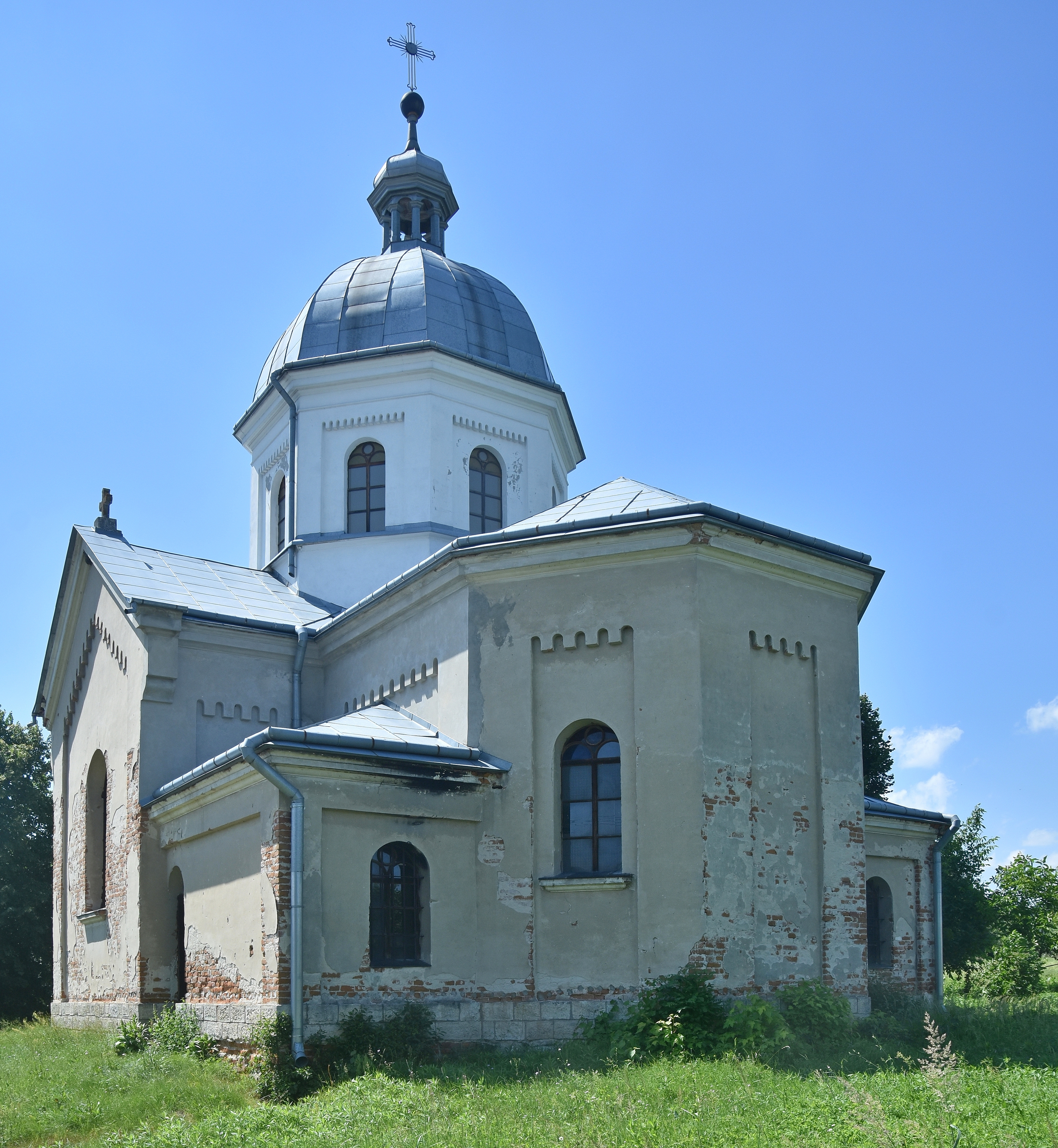
Elewacja wschodnia
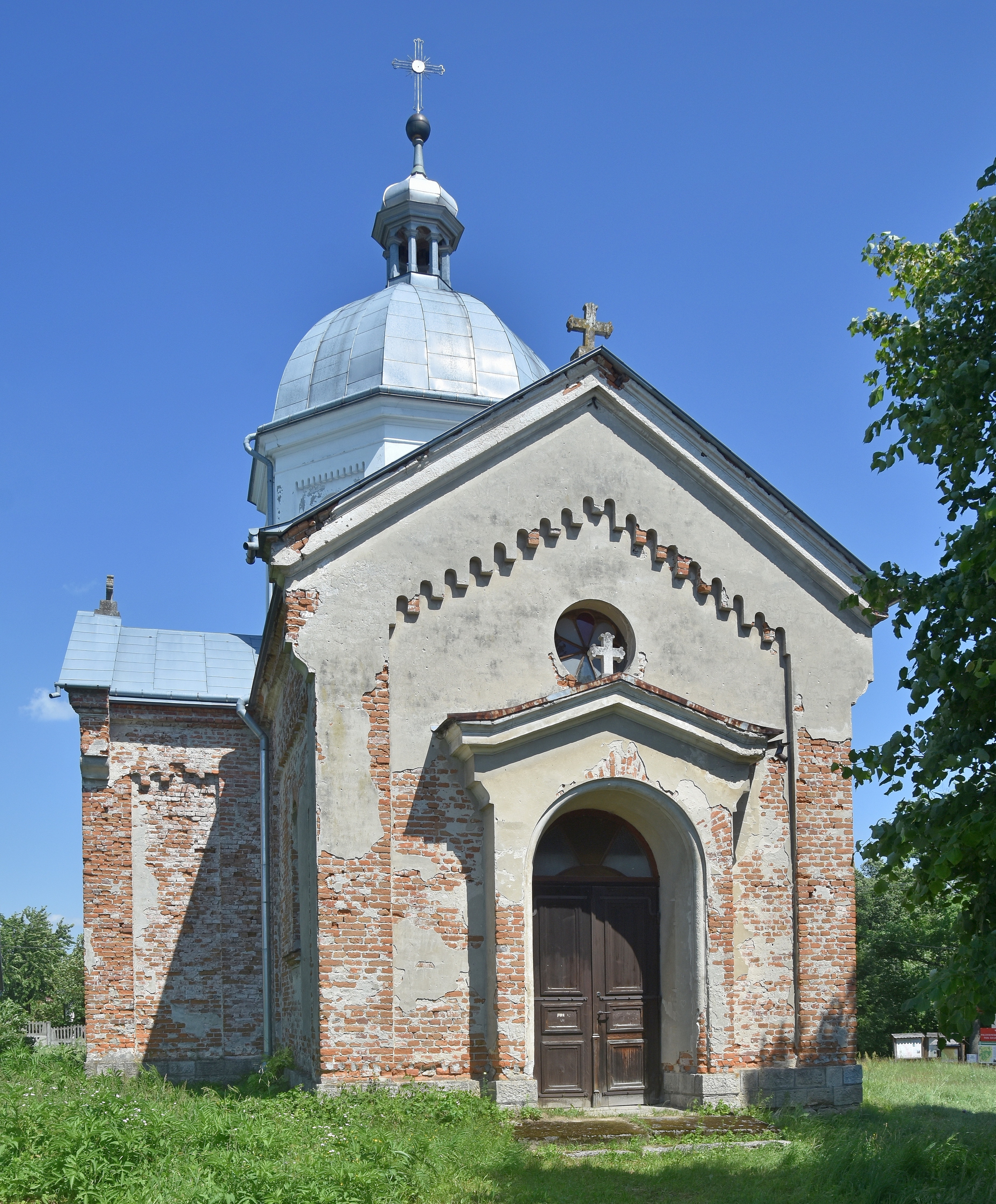
Elewacja frontowa
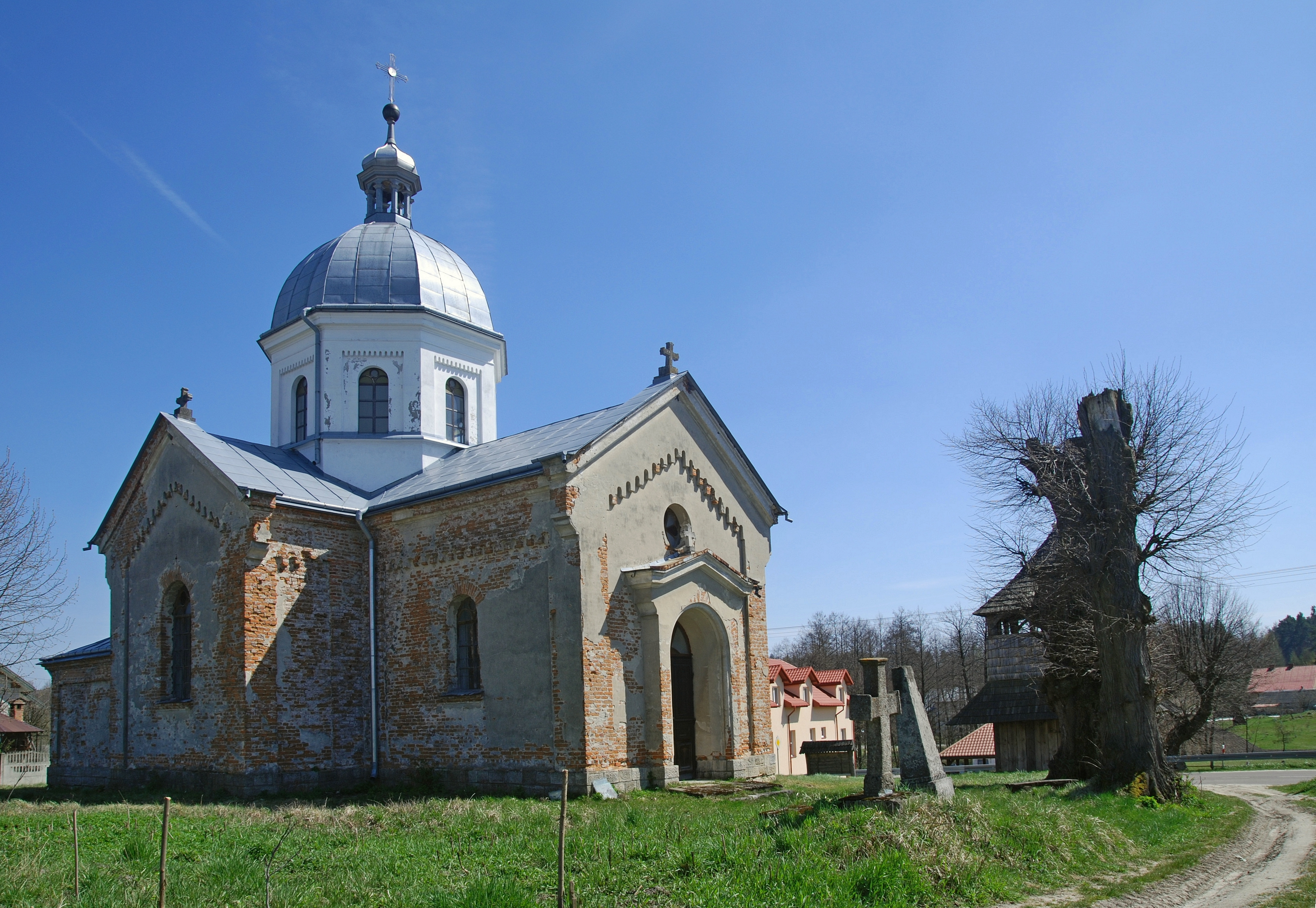
Widok od strony północnej
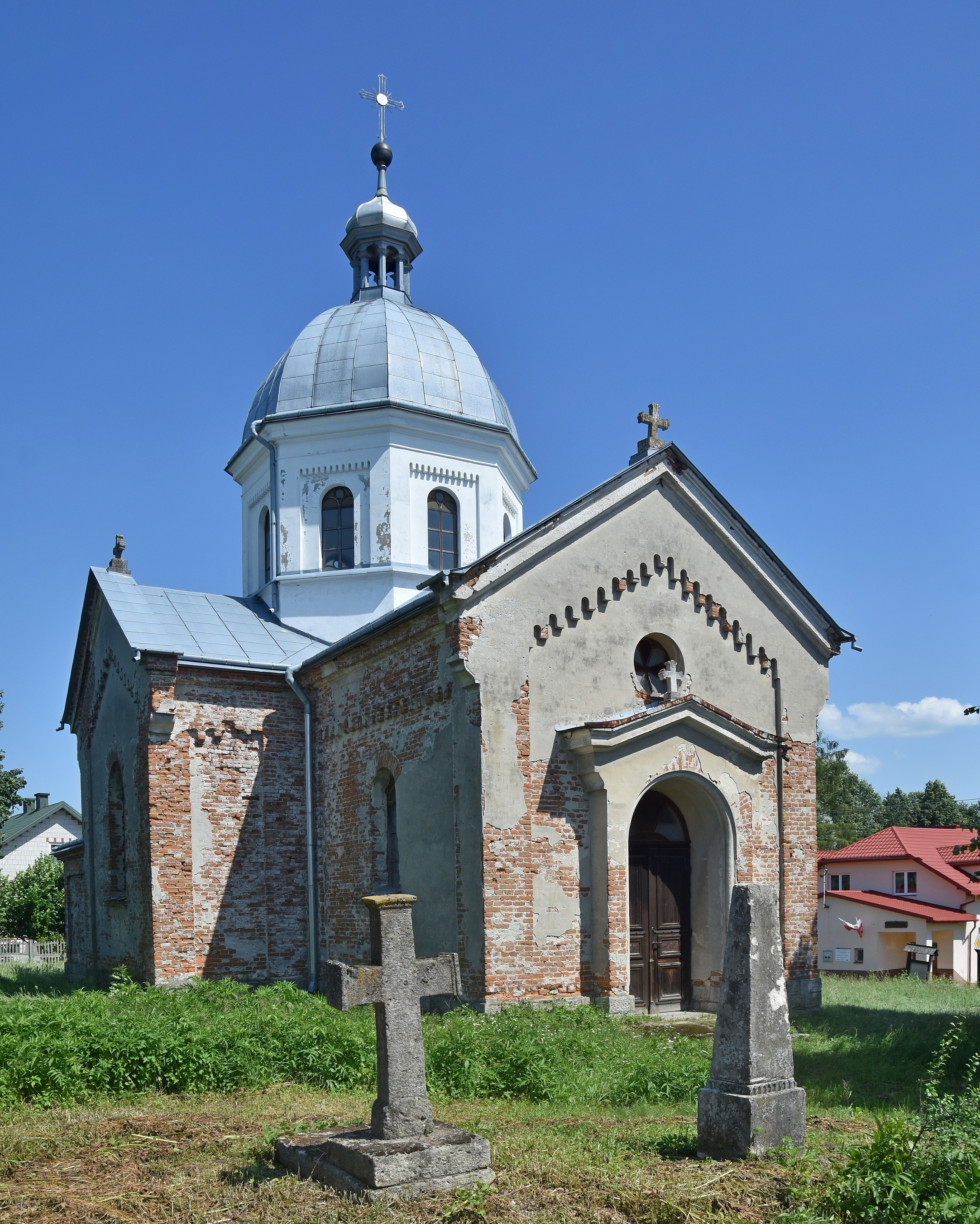
Otoczenie: pozostałości cmentarza przycerkiewnego
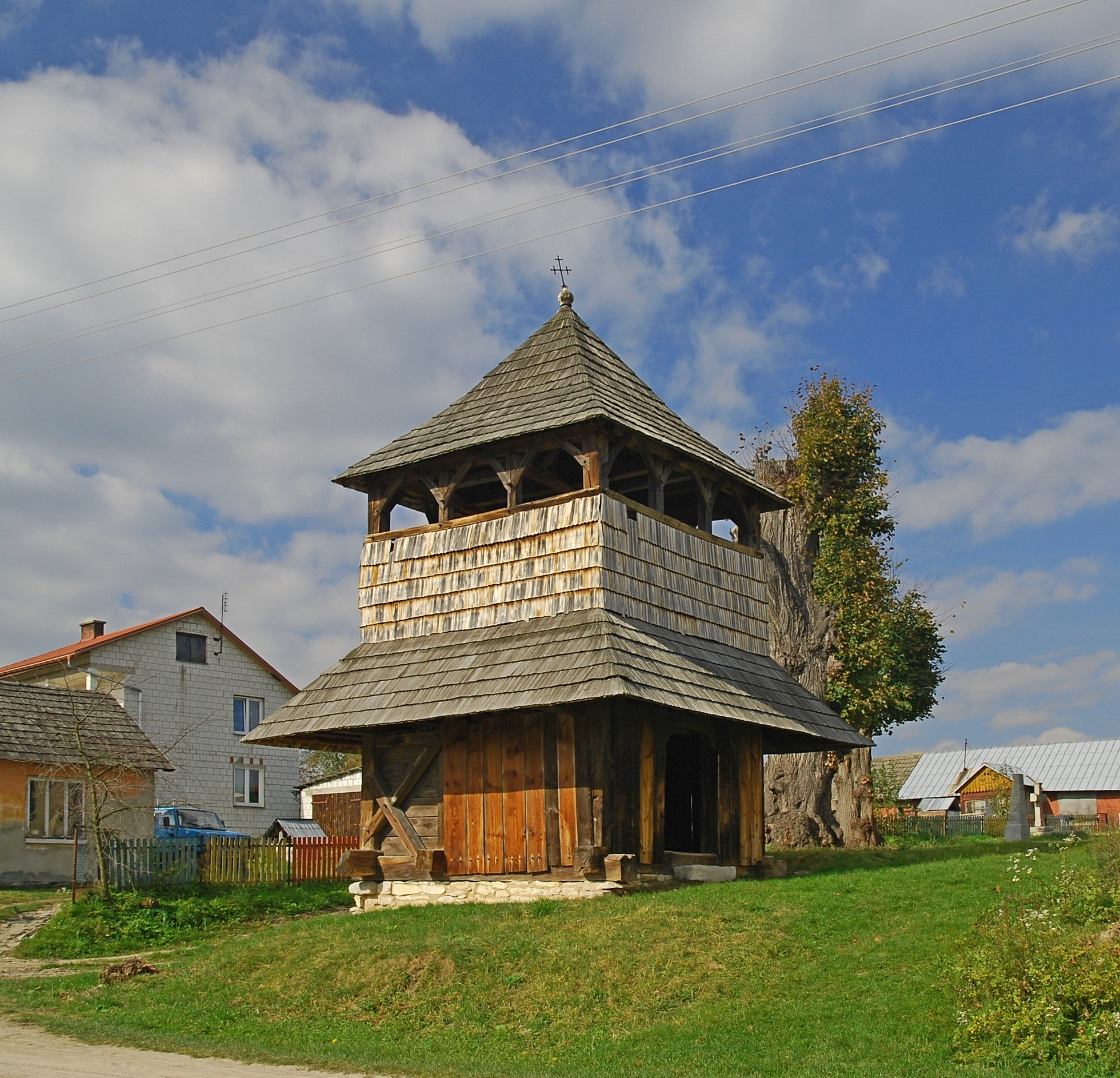
Otoczenie: dzwonnica
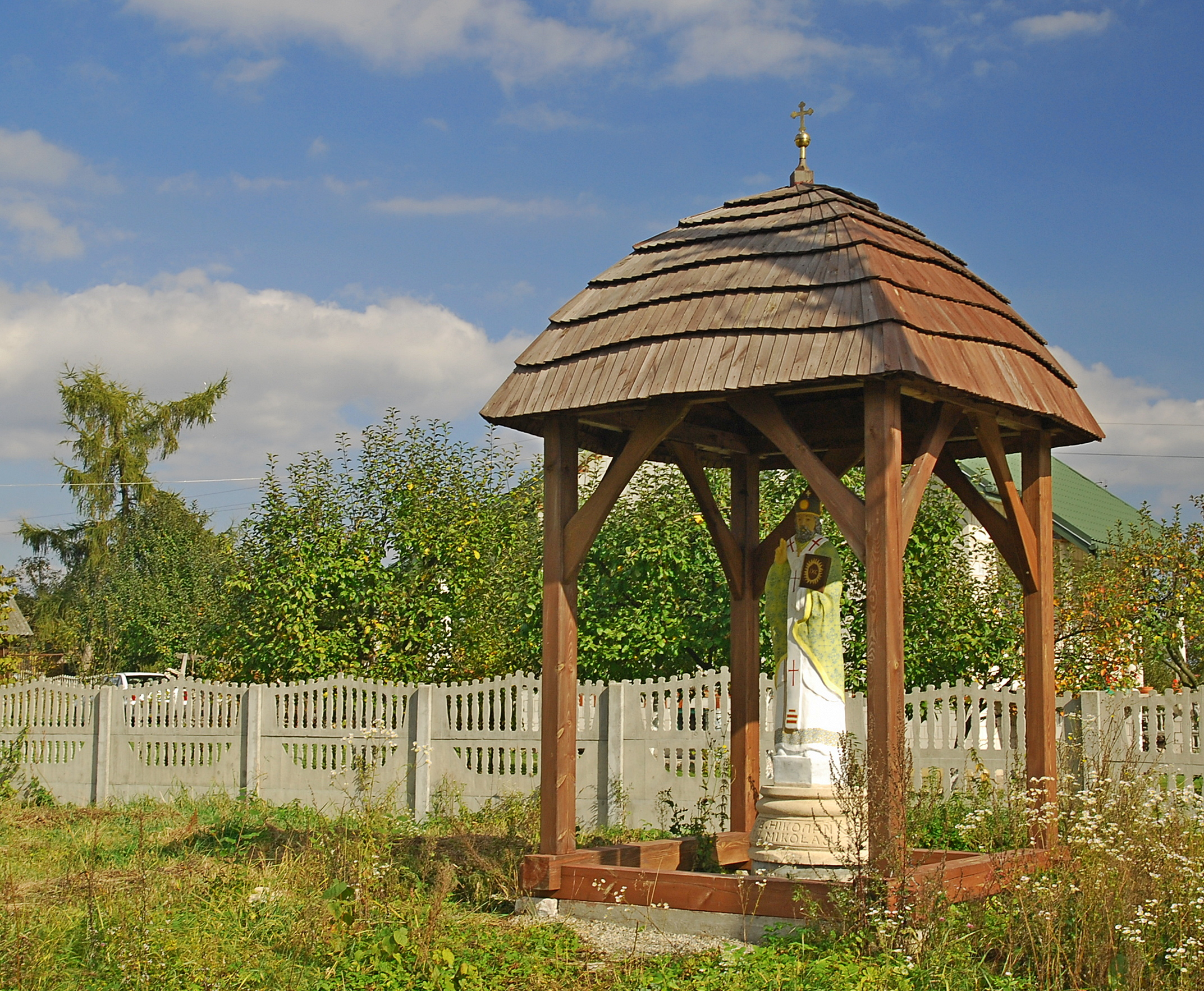
Otoczenie: św. Mikołaj